# Serangai
Serangai is een bestuurslaag in het regentschap Bengkulu Utara van de provincie Bengkulu, Indonesië. Serangai telt 815 inwoners (volkstelling 2010).